# Crossing days
《crossing days》是日本配音員新谷良子的第十張單曲。由KING RECORDS發售。商品編號為LACM-4502。

## 收錄曲
1. crossing days
  - 作詞、作曲、編曲：R・O・N
2. 手掌的太陽
  - 作詞、作曲、編曲：R・O・N
3. crossing days（off vocal）
4. 手掌的太陽（off vocal）

## 其他
- crossing days
  - 日本電視動畫《紅 kure-nai》片尾曲
  - 埼玉電視台的動畫情報節目《動畫玉》片尾主題歌（2008年6月）
- 手掌的太陽
  - 日本電視動畫《紅 kure-nai》第8話限定片尾曲

## 外部連結
（日語） crossing days（页面存档备份，存于）（Lantis上的介紹） 